# 那丽镇
那丽镇，是中华人民共和国广西壮族自治区钦州市钦南区下辖的一个乡镇级行政单位。

## 行政区划
那丽镇下辖以下地区：
那丽社区、那丽村、充包村、殿艮村、芦荻竹村、嫦娥垌村、马鞍岭村、崩塘村、那雾塘村、土地田村和三蔸竹村。